# Nianet
Nianet er en dansk fibernetoperatør, der er ejet af 16 danske el-selskaber. Selskabet blev etableret i 2003, har ca. 100 ansatte og havde i 2012 en omsætning på ca. 192 mio. kr.
Fysisk er Nianet placeret med hovedkontor i Glostrup og en afdeling i Skanderborg samt fem datacentre i henholdsvis Glostrup, Taastrup, Vallensbæk, Skanderborg og Aarhus. Den 11. juni 2018 blev Nianet fusioneret med GlobalConnect.